# Boogeyman
Boogeyman är en skräckfilm från 2005 i regi av Stephen T. Kay.

## Handling
Den 23-åriga Tim Jensen har ända sedan barndomen lidit av psykiska problem, efter att hans pappa dött i hans garderob på grund av den hemska figuren i hans värsta godnatthistoria. En dag åker han tillbaka dit, till huset där allt hände, och försöker ta reda på sanningen om allt. Sanningen finns i huset.

## Rollista (urval)
- Barry Watson - Tim Jensen
- Emily Deschanel - Kate
- Skye McCole Bartusiak - Franny
- Lucy Lawless - Mary Jensen